# Lotta Love (Lied)

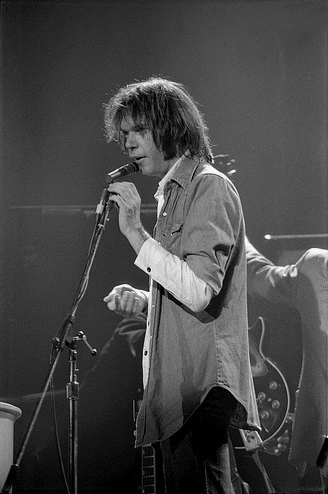
Neil Young (1976)

Lotta Love ist ein von Neil Young geschriebener und aufgenommener Song, der 1978 auf seinem Album Comes a Time veröffentlicht wurde.
Lotta Love wurde 1978 von Nicolette Larson gecovert. Larsons Version erreichte im Februar 1979 Platz 8 in den Billboard Hot 100 und Platz 8 in den Cash Box Top 100. Außerdem erreichte sie Platz 1 der Easy Listening Charts.

## Hintergrund
Laut Linda Ronstadt, die zusammen mit Nicolette Larson als Backgroundsängerin für Young tätig war, war es Ronstadts Vorschlag, dass Larson Lotta Love aufnahm. Ronstadt sagte, dass Larsons Produzent sich bei Ronstadt bedankte, indem er ein Soundsystem in ihr Mercedes Cabrio installieren ließ.
Nach Larsons eigener Erinnerung stammte der Vorschlag, Lotta Love aufzunehmen, jedoch von Neil Young, mit dem sie eine persönliche Beziehung aufgebaut hatte, als sie ihn bei American Stars 'n Bars gesanglich unterstützte. Die Herausgeber der Neil Young News zitierten Larson mit den Worten:
„Ich habe das Lied von einer Kassette, die ich auf dem Boden von Neils Auto gefunden habe. Ich legte es in den Kassettenspieler und sagte, was für ein großartiger Song es sei. Neil sagte: ‚Du willst es? Es ist deins.‘“

## Versionen
Neil Young und seine Begleitband Crazy Horse nahmen Lotta Love im Januar 1976 auf, veröffentlicht wurde der Song erst 1978 auf dem Album Comes a Time. Larson steuerte Hintergrundgesang für das Album bei, sang aber nicht auf dem Titel Lotta Love, einer kargen Version, die den melancholischen Ton des Lieds betonte.
Larsons Version von Lotta Love – mit einem Streicherarrangement von Jimmie Haskell, einem klassischen Soft-Rock-Bläser-Riff und einem Flötensolo – präsentierte den Song als optimistisch. Larson erinnerte sich: „Es war ein sehr positiver Song, und die Leute wollen nicht ständig hören, wie schlecht die Welt ist. Er hatte einen schönen Rhythmus und Groove.“
1989 coverte die Band Dinosaur Jr. das Lied auf dem Album The Bridge: A Tribute to Neil Young.
Marti Pellow, der ehemalige Sänger von Wet Wet Wet, veröffentlichte 2003 eine Coverversion des Songs, die auf seinem zweiten Soloalbum Between the Covers erschien.
Die Red Hot Chili Peppers coverten den Song 2004 bei einem der Bridge School Benefizkonzerte, die von Neil Young organisiert wurden.
2008 veröffentlichten She & Him eine Coverversion auf der B-Seite ihrer Single Why Do You Let Me Stay Here?.